# Hinx-sur-l'Adour
Hinx-sur-l'Adour è un comune francese di 1 755 abitanti situato nel dipartimento delle Landes nella regione della Nuova Aquitania.

## Società

### Evoluzione demografica
Abitanti censiti